# Casamicciola Terme
Casamicciola Terme è un comune italiano di 7 435 abitanti della città metropolitana di Napoli in Campania.

## Geografia fisica

### Territorio
Situato nella parte settentrionale dell'isola d'Ischia, dispone di un porto misto commerciale e turistico. È l'unico comune che confina con tutti gli altri dell'isola: a est con il Comune di Ischia, a sud con il Comune di Barano d'Ischia lungo il sentiero che separa il bosco della Maddalena dal Monte Maschiatta, e con Serrara Fontana attraverso le colline Jetto, toccando a sud-ovest il Comune di Forio e lambendo a ovest con la Fundera anche quello di Lacco Ameno. Ha una superficie di circa 5,5 km², con una conformazione in gran parte collinare. Man mano che si risale verso l'entroterra, allontanandosi dalla costa, la densità demografica diminuisce, azzerandosi o quasi, in prossimità del monte Epomeo. La popolazione ha da sempre sfruttato le sorgive termali di Casamicciola, rendendo famosa questa località per la qualità delle cure termali. Lungo la costa ci sono tre spiagge equidistanziate, in zona Fundera, Marina e Perrone.

### Clima
Nel territorio comunale è ubicata la stazione meteorologica di Casamicciola Terme.

## Origini del nome
Alcuni fanno derivare il toponimo Casamicciola da Casa Nìsola, dal nome di una vecchia matrona eritrese, Nisola, che, inferma, fu qui abbandonata trovando guarigione nelle acque termali del Comune. Altri da Casamice cioè luogo di funghi, altri ancora da Casa in insula.
Nel 1956 a ragione dell'abbondanza delle sue acque termali assunse l'appellativo Terme.

## Storia

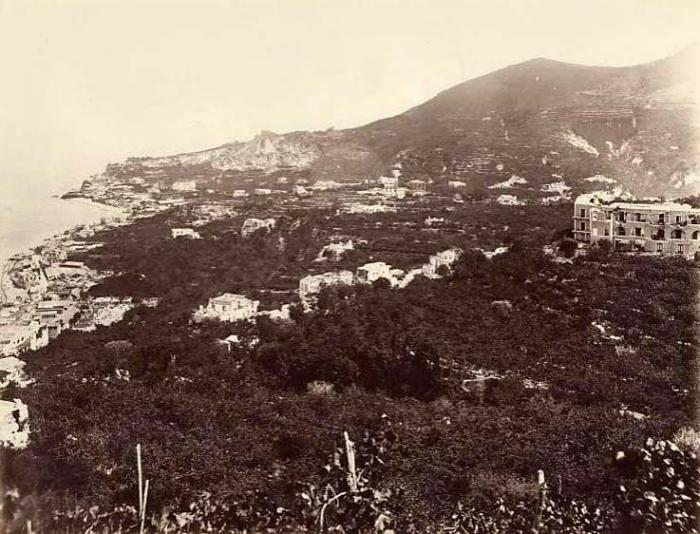
Casamicciola
Foto di Giorgio Sommer (1834-1914)

Il comune di Casamicciola Terme è situato nel versante settentrionale dell'Isola d'Ischia. Dal punto di vista storico rappresenta il comune dell'isola con la più antica vocazione turistica. Originariamente, oltre all'amenità dei luoghi, il richiamo turistico proveniva dalla presenza di molte fonti di acqua termale, che i casamicciolesi sapientemente sfruttano da tempi immemorabili.
Secondo gli antichi scrittori greci Esiodo, Pindaro e Strabone, risultava abitata già dall'età del bronzo infatti dagli scavi effettuati da Giorgio Buchner nel 1939 nella zona della collina che sovrasta il Castiglione, sono stati rinvenuti dei resti di un villaggio palafitticolo e di frammenti di ceramica del XV-XIV secolo a.C. È del VII-VI secolo a.C. l'insediamento dei Calcidesi di Eretria a Casamicciola. I Romani seppero ben fruttare la acque minerali, le quali furono poste sotto la protezione di Apollo.
Fino alla fine dell'Ottocento il centro principale del paese, ove si collocavano la quasi totalità delle strutture termali e alberghiere, era situato nella parte collinare. Un nucleo importante era situato a piazza Bagni e nelle zone limitrofe, ma la maggior parte degli alberghi era situato tra la località Sentinella e piazza Maio, che era anche la sede della parrocchia e della piazza principali. Dopo il disastroso terremoto del 1883 che praticamente rase al suolo il comune, il centro cittadino fu spostato nella parte bassa. In questa zona, infatti, furono costruiti due rioni, composti essenzialmente di baracche, per accogliere i senzatetto. Un rione aggiuntivo fu costruito nella località di Perrone. Questo spostamento dalla parte alta a quella bassa del paese, comportò anche lo spostarsi del centro cittadino, che tuttora rimane intorno a piazza Marina.
Il turismo a Casamicciola all'origine era quindi essenzialmente legato alla presenza di stabilimenti balneo-termali che, fino a tutti gli anni sessanta, erano i più rinomati dell'isola e forse di tutta la Campania. Lo stabilimento termale storico per eccellenza era il Pio Monte della Misericordia, fondato nel 1610 dall'omonima congregazione di nobili napoletani, e ne rappresentava l'emblema. Situato originariamente nei pressi di piazza Bagni, fu ricostruito in riva al mare dopo il terremoto. Questa istituzione caritatevole ha fornito, per molti secoli, i benefici delle cure termali ai poveri napoletani, che vi si potevano curare ricevendo gratuitamente, oltre alle cure termali, vitto e alloggio per un periodo di 15 giorni a persona. La struttura, ricostruita dopo il terremoto del 1883, è stata attiva fino alla fine degli anni sessanta per poi cadere in disuso, restando in uno stato di totale abbandono: è ridotta a dei ruderi visibili appena si arriva nel porto.
Altra attività tradizionale degli abitanti di Casamicciola era l'agricoltura, pian piano soppiantata dal turismo. La perdita dell'identità agricola del paese ha di fatto coinciso con l'avvio del turismo di massa, avviatosi negli anni sessanta e mai più fermatosi nel suo sviluppo caotico. Tale sviluppo ha interessato tutta l'isola e i terreni agricoli sono stati pian piano soppiantati da ville, alberghi, pensioni e seconde case, riducendo ai minimi termini le aree ancora coltivate.
Dal 1938 al 1945 fu aggregato al comune di Ischia, insieme agli altri comuni dell'isola, formando un'unica entità amministrativa dell'isola d'Ischia.

### Eventi naturali catastrofici

#### Terremoti
Già a partire dalla seconda metà del Settecento, sono ricordati numerosi terremoti che colpirono Casamicciola e il suo territorio. Di seguito sono riportati gli eventi più rilevanti a partire dal XIX secolo:
- Il 2 febbraio 1828, alle ore 10:15, una violenta scossa colpì la parte nord-occidentale dell’isola d’Ischia, causando crolli estesi in un’area di pochi km². Le località più danneggiate furono Casamicciola e Fango, dove collassarono numerosi edifici causando 29 morti e circa 50 feriti. Tutti gli edifici della parte alta dell'abitato di Casamicciola furono gravemente danneggiati e molti crollarono; nella chiesa parrocchiale di S.Maria Maddalena cadde la prima volta della navata centrale schiacciando molte persone che assistevano a una funzione religiosa.

- Il 4 marzo 1881 un terremoto, della durata di sette secondi, provocò un centinaio di morti e un numero imprecisato di feriti. Le case distrutte, concentrate quasi esclusivamente nella parte superiore, furono 250 e circa 300 famiglie rimasero senza tetto.
- La sera del 28 luglio 1883, un violento terremoto (5,8 scala Richter) rase al suolo l'intero paese, causando la morte di oltre 1.700 casamicciolesi. Il sisma ebbe l'epicentro presso l'abitato di Casamicciola Terme e danni si ebbero anche nelle località di Lacco Ameno e di Forio.
- Il 21 agosto 2017, alle ore 20:57, un terremoto di magnitudo 4 ha provocato due vittime, oltre 40 feriti e il crollo di diverse abitazioni nella parte alta del comune[6].

#### Alluvioni
- Il paese è stato colpito da una frana il 10 novembre 2009, quando un costone del monte Epomeo si è staccato a causa delle piogge, provocando la morte della quindicenne Anna De Felice ed il ferimento di 20 persone[7].
- Attorno alle ore 05:00 del 26 novembre 2022 un costone del monte Epomeo si è staccato a causa delle forti piogge[8]. La "lava" di fango ha provocato 12 vittime e oltre quattrocento sfollati. La frana ha causato, altresì, la distruzione o il danneggiamento di numerosi edifici.

### Simboli
Il Comune ha come stemma un fiumicello di acqua minerale nel quale la matrona Nisola affonda i piedi.
Il gonfalone è un drappo di azzurro.

## Monumenti e luoghi d'interesse
- Basilica del Sacro Cuore di Gesù e di Santa Maria Maddalena Penitente, chiesa eretta in data imprecisata, distrutta dal terremoto del 1883, ricostruita ed inaugurata nel 1896. Ha un'aula a tre navate, un altar maggiore in marmi policromi ed altri otto altari in altrettante cappelle laterali. Ha un fonte battesimale del XVIII secolo in marmo, numerose statue ed ospita la tomba del venerabile Giuseppe Morgera.[9] Nel maggio 1965 papa Paolo VI l'ha elevata alla dignità di basilica minore.[10] Nel 2019, papa Francesco, accogliendo l'istanza presentata dal vescovo d'Ischia, abolisce il diritto di patronato che vi esercitava il comune.[11]
- Confraternita di Santa Maria della Pietà, chiesa eretta nel 1897 al cui interno custodisce il seicentesco quadro La deposizione del Signore dalla Croce dell'Andrea Vaccaro.[12]
- Chiesa di Sant'Antonio al Mortito
- Statua monumentale di Sant'Antonio
- Torre di Casa Cumana
- Vasca sismica Grablovitz

## Società

### Evoluzione demografica
Abitanti censiti

### Etnie e minoranze straniere
Secondo i dati ISTAT al 31 dicembre 2018 i cittadini stranieri residenti a Casamicciola Terme erano 450, corrispondenti al 5,4% della popolazione. Le nazionalità maggiormente rappresentate erano:
1. Ucraina 139 1,6%
2. Repubblica Dominicana 86 1,0%
3. Romania 51 0,6%
4. Polonia 23 0,2%
5. Albania 22 0,2%
6. Germania 21 0,2%

## Amministrazione
Di seguito è presentata una tabella relativa alle amministrazioni che si sono succedute in questo comune.
| Periodo           | Periodo           | Primo cittadino          | Partito                                | Carica              | Note          |
| ----------------- | ----------------- | ------------------------ | -------------------------------------- | ------------------- | ------------- |
| 23 marzo 1989     | 20 giugno 1990    | Parisio Iacono           | Democrazia Cristiana                   | Sindaco             | [ 15 ]        |
| 20 giugno 1990    | 16 aprile 1991    | Giuseppe Conte           | Democrazia Cristiana                   | Sindaco             | [ 15 ]        |
| 28 maggio 1991    | 14 settembre 1992 | Abramo De Siano          | Partito Liberale Italiano              | Sindaco             | [ 15 ]        |
| 25 settembre 1992 | 10 giugno 1993    | Gelsomino Sirabella      | Democrazia Cristiana                   | Sindaco             | [ 15 ]        |
| 10 giugno 1993    | 22 novembre 1993  | Marilisa Magno           |                                        | Comm. pref.         | [ 15 ]        |
| 22 novembre 1993  | 15 settembre 1997 | Luigi Mennella           |                                        | Sindaco             | [ 15 ]        |
| 15 settembre 1997 | 17 novembre 1997  | Mario Savoia             |                                        | Comm. straordinario | [ 15 ]        |
| 17 novembre 1997  | 15 maggio 2000    | Arnaldo Ferrandino       | centro-destra                          | Sindaco             | [ 15 ]        |
| 15 maggio 2000    | 14 maggio 2001    | Maria Elena Stasi        |                                        | Comm. straordinario | [ 15 ]        |
| 14 maggio 2001    | 24 ottobre 2001   | Arnaldo Ferrandino       |                                        | Sindaco             | [ 15 ]        |
| 24 ottobre 2001   | 8 aprile 2002     | Giovanna Via             |                                        | Comm. pref.         | [ 15 ]        |
| 8 aprile 2002     | 10 giugno 2002    | Pasquale Manzo           |                                        | Comm. pref.         | [ 15 ]        |
| 10 giugno 2002    | 26 aprile 2007    | Giuseppe Ferrandino      | centro-destra                          | Sindaco             | [ 15 ]        |
| 26 aprile 2007    | 29 maggio 2007    | Antonio Cilento          |                                        | Comm. pref.         | [ 15 ]        |
| 29 maggio 2007    | 27 febbraio 2012  | Vincenzo D'Ambrosio      | lista civica                           | Sindaco             | [ 15 ]        |
| 27 febbraio 2012  | 7 maggio 2012     | Simonetta Calcaterra     |                                        | Comm. pref.         | [ 15 ]        |
| 7 maggio 2012     | 1º ottobre 2013   | Arnaldo Ferrandino       | lista civica Rispetto per Casamicciola | Sindaco             | [ 15 ] [ 16 ] |
| 1º ottobre 2013   | 26 maggio 2014    | Rosanna Gamerra          |                                        | Comm. straordinario | [ 15 ]        |
| 26 maggio 2014    | 27 maggio 2019    | Giovan Battista Castagna | lista civica Per Casamicciola          | Sindaco             | [ 15 ]        |
| 27 maggio 2019    | 29 giugno 2022    | Giovan Battista Castagna | lista civica Per Casamicciola          | Sindaco             | [ 15 ]        |
| 29 giugno 2022    | 14 maggio 2023    | Simonetta Calcaterra     |                                        | Comm. pref.         | [ 15 ]        |
| 15 maggio 2023    | in carica         | Giuseppe Ferrandino      | Azione                                 | Sindaco             | [ 15 ]        |

## Galleria d'immagini

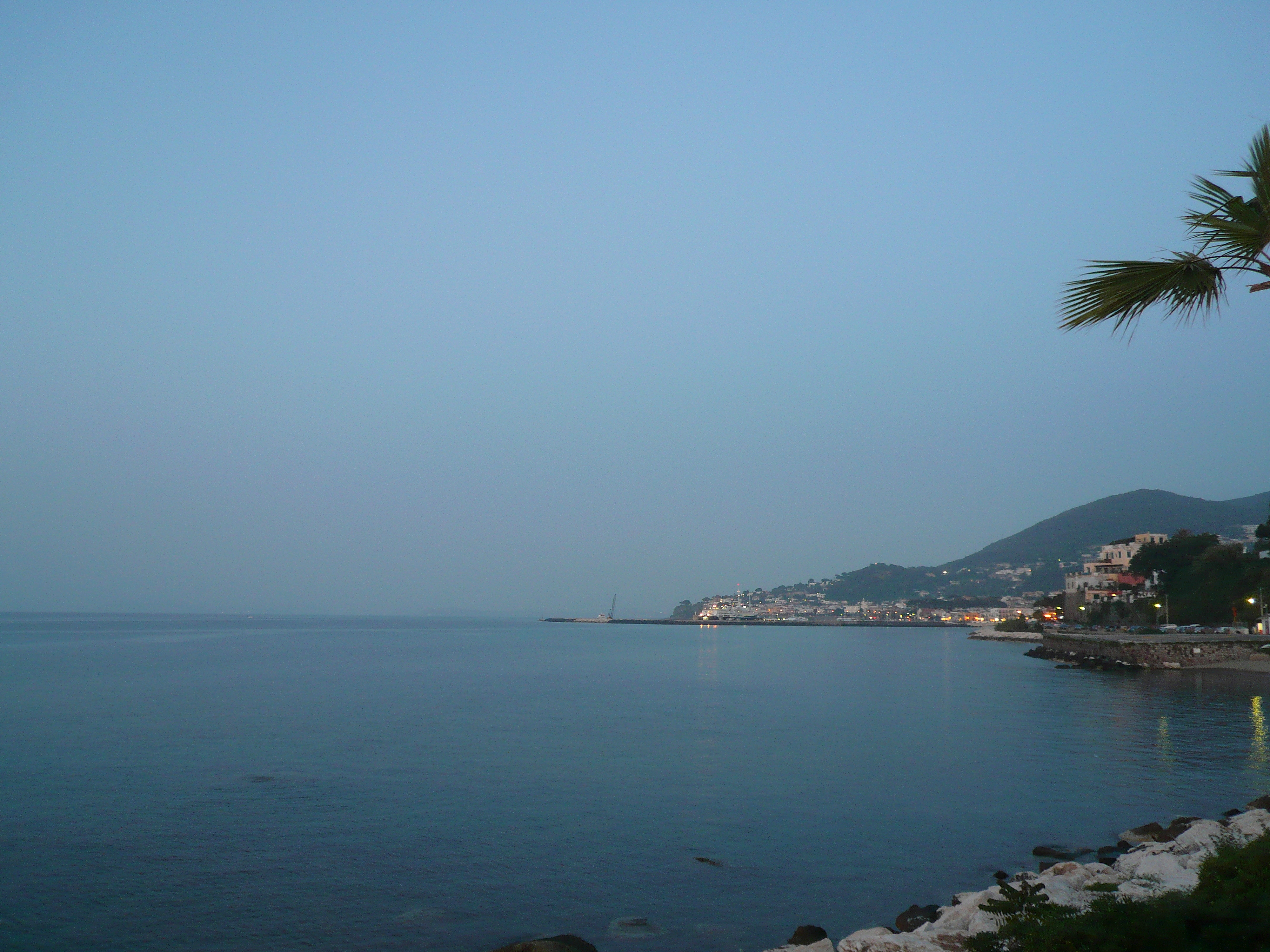
Scorcio di Casamicciola Terme al crepuscolo visto dal confinante comune di Lacco Ameno
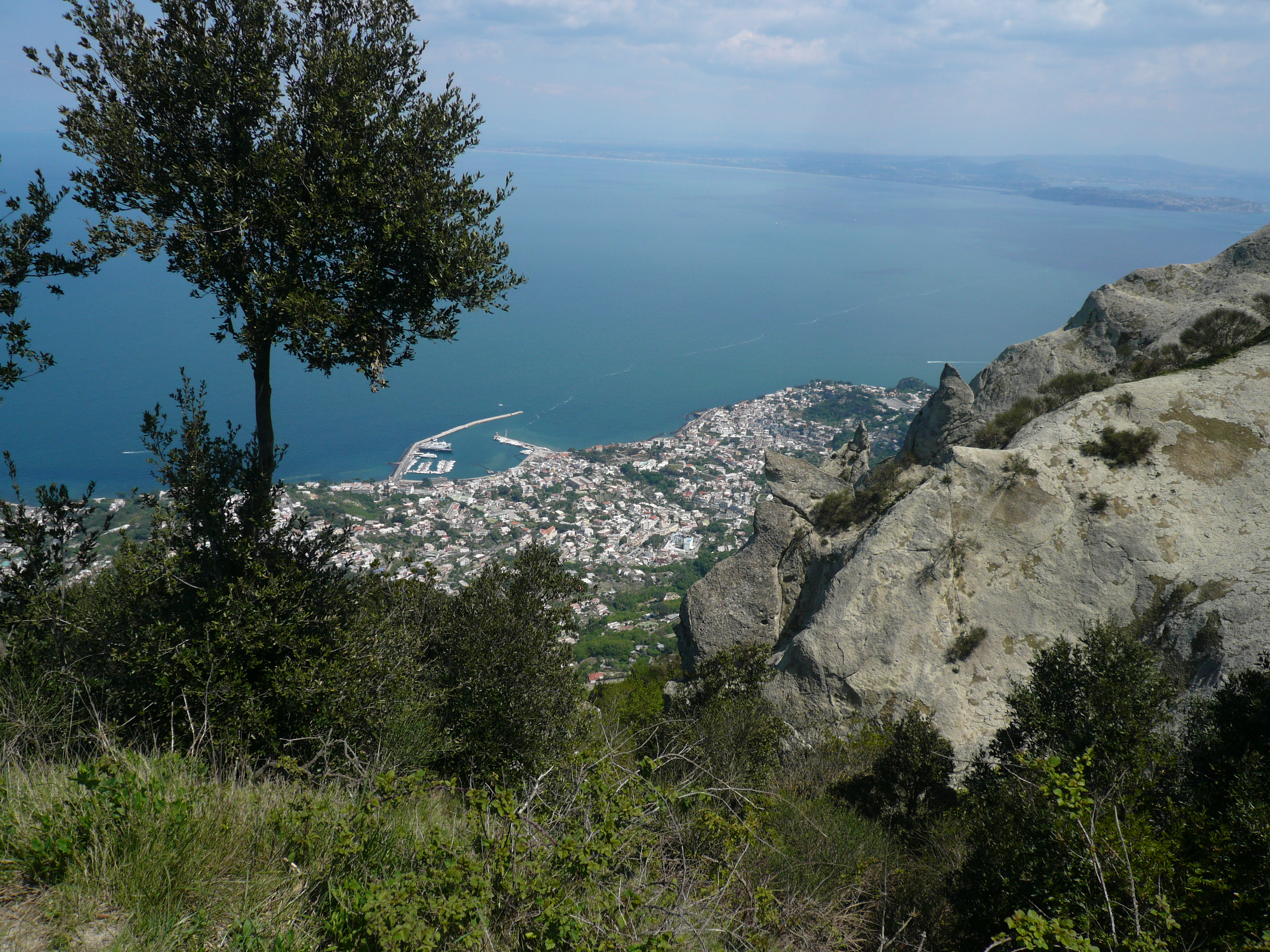
Veduta di Casamicciola Terme dalla vetta del Monte Epomeo
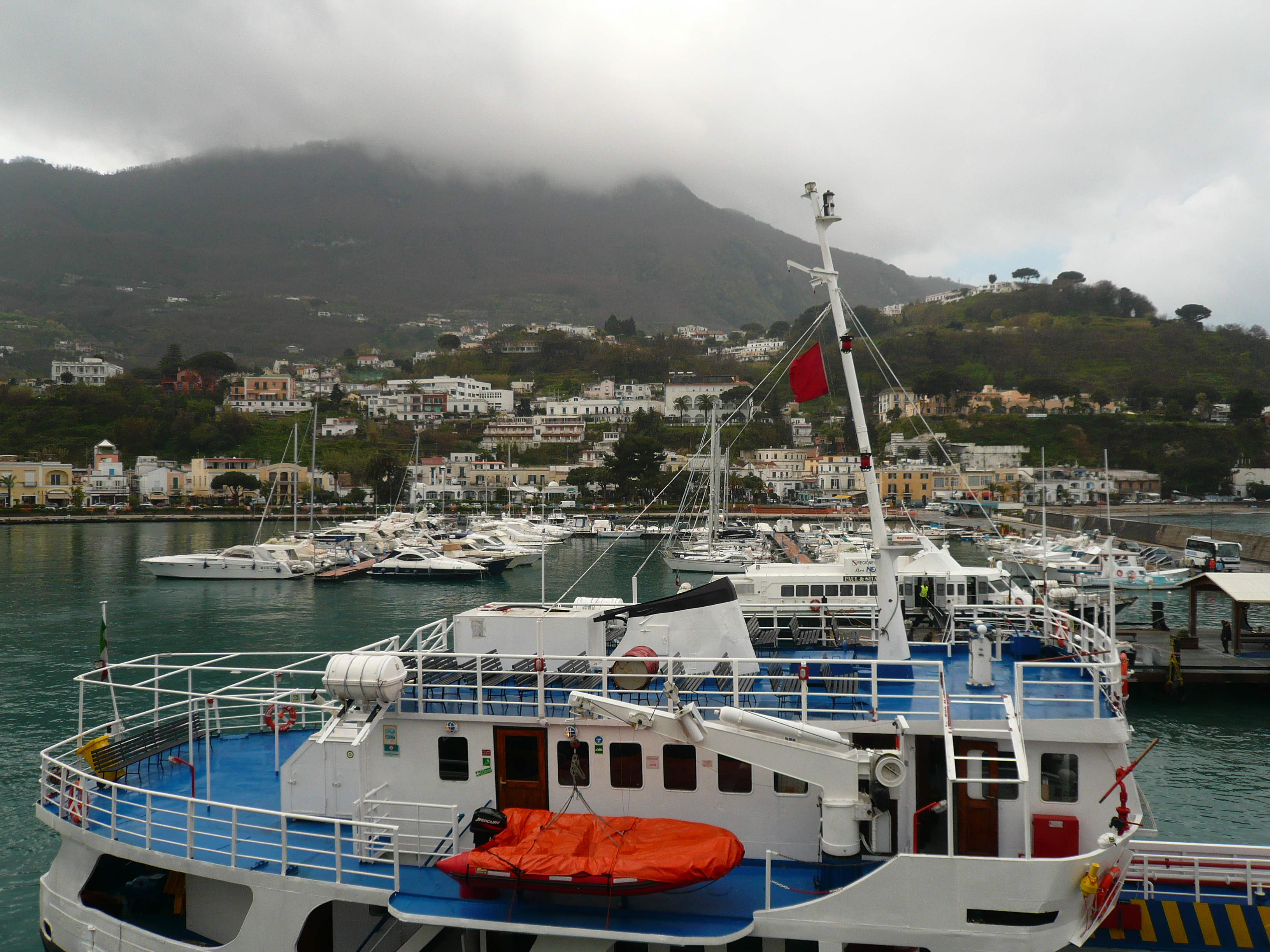
Porto di Casamicciola